# NGC 5375
NGC 5375 (другие обозначения — NGC 5396, IRAS13546+2924, UGC 8865, KARA 605, MCG 5-33-27, ZWG 162.35, PGC 49604) — галактика в созвездии Гончие Псы.
Этот объект занесён в новый общий каталог несколько раз, с обозначениями NGC 5375, NGC 5396.
Этот объект входит в число перечисленных в оригинальной редакции «Нового общего каталога».
В галактике вспыхнула сверхновая SN 1989K типа II. Её пиковая видимая звёздная величина составила 16.